# Operatie Blücher-Yorck
Het Blücher-Yorckoffensief (van 27 mei tot 6 juni 1918) was tijdens de Eerste Wereldoorlog de codenaam voor een Duitse aanval tussen Soissons en Reims. Het begon eind mei 1918 en was de derde poging van de Duitsers om het Westelijk Front te doorbreken, na Michael en Georgette, die beiden, ondanks de indrukwekkende terreinwinst, vastgelopen waren. Ook dit offensief zou hetzelfde patroon volgen: eerst grote terreinwinsten, daarna afzwakking van de aanval door toenemend geallieerd verzet. In tegenstelling tot de eerste maanden van de oorlog, kwamen de Duitsers niet over de Marne. In de laatste fase van de aanval was het front aldaar een grote boog geworden, die het Duitse leger niet meer kon houden door het sterke verzet van Fransen, Amerikanen en Britten.

## Voorgeschiedenis
De door het Duitse opperbevel gelanceerde aanval tussen Saint-Quentin en Cambrai (operatie Michael), had als doel de Kanaalkust te bereiken en zo de Franse en Britse legers te scheiden. Ondanks opmerkelijke eerste successen en de grote terreinwinst bij het oude slagveld van de Somme, werd de aanval, na 65 km opgerukt te zijn, gestopt bij Amiens en Montdidier. De op 9 april gelanceerde "Georgette-aanval" bracht ook niet het verhoopte succes. Na een intermezzo van vier weken geloofden veldmaarschalk Paul von Hindenburg en generaal Erich Ludendorff dat een aanval op het Westfront bij de Aisne toch de kansen voor Duitsland zou keren.
Op 1 mei 1918 kwamen hun tegenstanders, het Supreme War Council samen in Abbeville. Opperbevelhebber Ferdinand Foch eiste versterkingen van de Amerikanen om de geleden verliezen te compenseren. De wens van de Amerikaanse opperbevelhebber, generaal John Pershing, van een gesloten Amerikaans leger te creëren, was op dat moment nog niet voldaan. Begin mei waren er al 400.000 Amerikanen in Europa, maar slechts 7 divisies hadden de volledige training afgemaakt. De reeds getrainde 1e Amerikaanse divisie bewees zijn diensten ter ondersteuning van het Franse leger bij Cantigny en drie divisies waren al in Lotharingen gebruikt als reserve van de Franse oostelijke legergroep. Op dit moment had de Entente al een duidelijk overgewicht qua materiaal en manschappen: 18.500 geallieerde tegen 17.500 Duitse kanonnen, 500 Franse en 400 Britse tanks tegen 30 Duitse en 4.500 geallieerde vliegtuigen tegen 2.800 Duitse.

## De aanval

### 27 mei

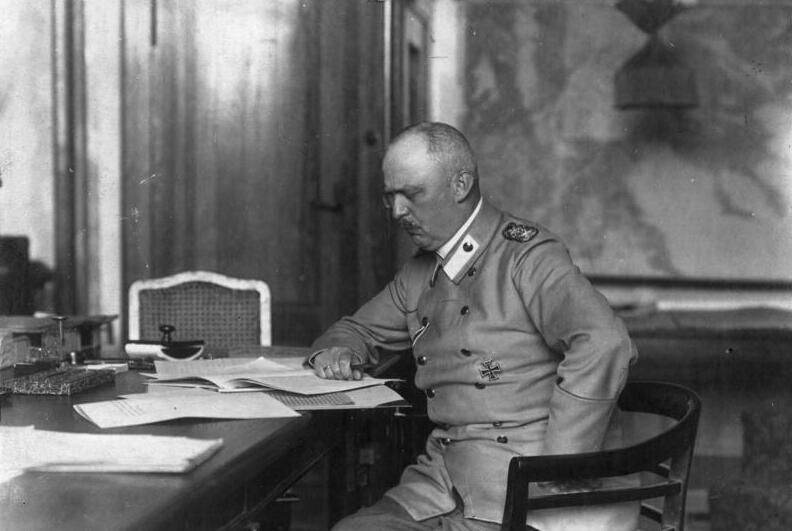
Generaal Erich Ludendorff

Op 27 mei om 2 uur 's ochtends begonnen de Duitsers de beschieting met ongeveer 4.000 kanonnen die drie en een half uur duurde. Na de beschieting met gasgranaten werden ook de vijandelijke artilleriebatterijen onder vuur gelegd voor 65 minuten, waarna de Duitse artillerie zijn focus voor 85 minuten naar de belangrijkste aanvoerlijnen van de Fransen verlegde. Tot 4:35 uur was de barrage op de voorste Franse infanterieposities gericht, waarna de stormtroepen konden oprukken.
Het Franse 6de Leger had zijn reserves, in overeenstemming met de oude strategie, helemaal naar voren gebracht en was dan ook verrast door de nieuwe offensieve Duitse tactieken. De Duitse Reserve-eenheden Conta, Wichura en Winckler grepen snel in toen de voorste troepenmacht op 9 divisies stuitte in de sector Winterberg–Villerberg. De geallieerden aldaar, zes Franse en drie Britse divisies werden al snel overmeesterd. De Britse 105e Brigade onder leiding van brigadegeneraal Hubert Rees werd omsingeld en hij werd gevangengenomen. De 10e en de 28e Duitse divisies werden even opgehouden door de Britten door hun hooggelegen posities. De aanval van de 14de Duitse reservedivisie werd ook tijdelijk tot staan gebracht bij de tweede Franse verdedigingslinie. De Duitse 113e divisie echter brak verrassend snel door bij Vailly-sur-Aisne en kon de nog niet opgeblazen brug over de Aisne veilig stellen. Ten oosten van het bos van Pinon brak de Duitse reservegroep "Wichura" door de Franse linies bij Fort de la Malmaison naar Ostel, achter het plateau ten noorden van Condé. Tegelijkertijd werd het Franse IX korps onder druk van hevige aanvallen verdreven uit zijn linies bij de Aisne. De Aisne tussen Vailly en Maizy was zelfs in de ochtend overschreden, enkel de Franse 157e Divisie kon tijdelijk nog zijn posities houden. Ondertussen overschreden ook de 33ste Duitse divisie, bij Pont-Arcy en de 10e reservedivisie de Aisne. De voorhoede van deze laatste divisie bereikte, nadat Basoches-sur-Vesle was ingenomen, de Vesle in de buurt van Fismes.
De rechtervleugel van het Eerste Duitse Leger, de groep "Brimont", veroverde, ondanks dat deze groep de Aisne een uur later had overschreden dan de groep "Schmettow", Cormicy en bereikte het Aisne-Marnekanaal daar vlak bij. Tegen de avond van de eerste dag was het front van het Zevende Duitse leger over een breedte van 25 km op zijn verst twintig km opgerukt.

### 28 mei

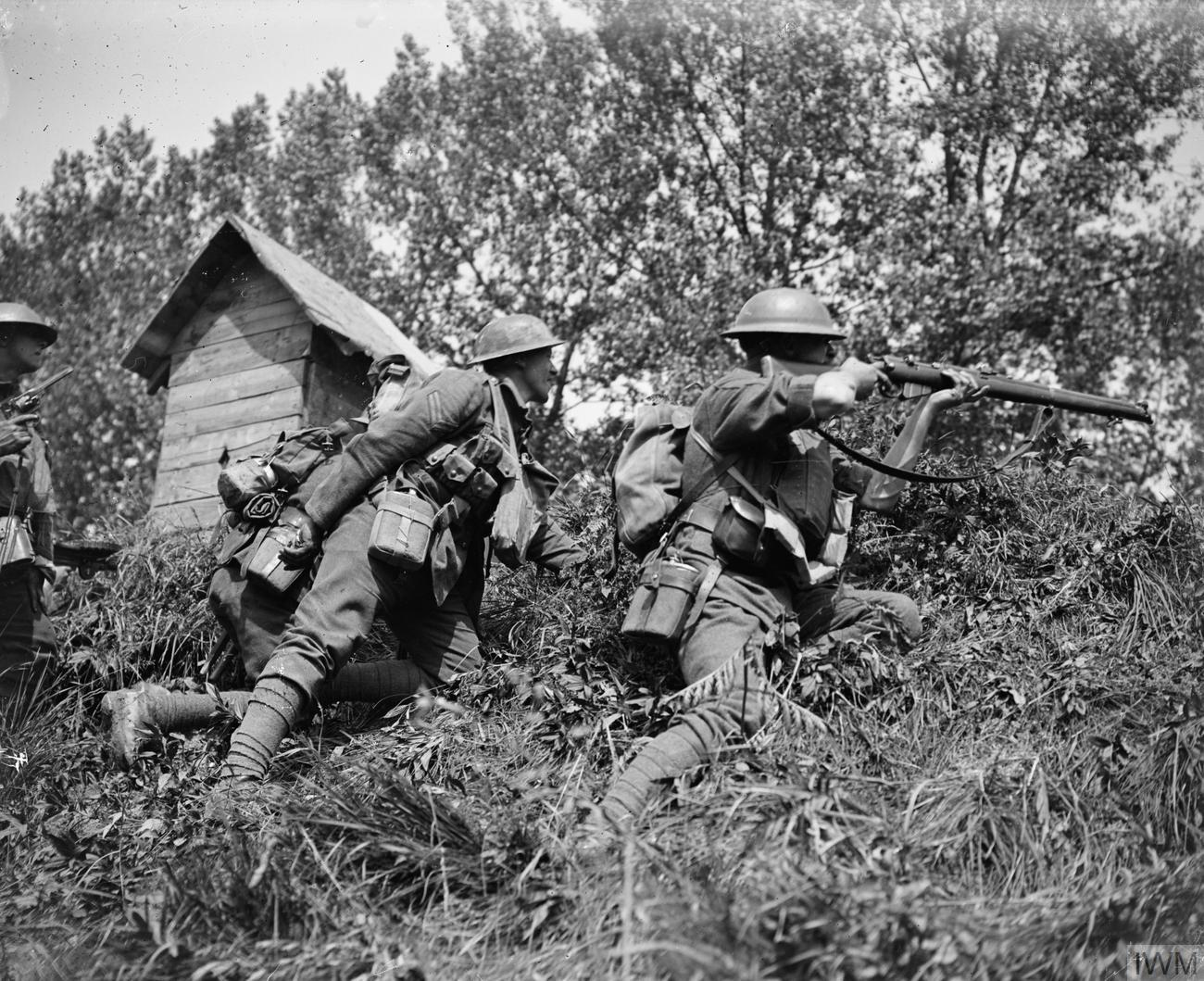
Britse soldaten in de verdediging aan de Aisne bij Maizy

Het Duitse 7de Leger was is staat de Vesle over een grotere breedte te bereiken en te overschrijden en Braisne en Fort Condé vielen in Duitse handen. De rechtervleugel van het laatstgenoemde leger, het Generalkommando LIV stuitte op hevig Frans verzet bij het dorp Coucy-le-Château. De linkervleugel van het 18de Leger, de aanvalsgroep onder leiding van Hermann von François, de groep "François" (Generalkommando XXXVIII) stak tussen Manicamp en Pontoise de Oise over. Tegen de avond was de "François"groep al gevorderd tot het  Aisne-Oisekanaal en het merendeel van het 7de Leger was al ten zuiden van de Oise en de Vesle.
De Franse veldmaarschalk Foch had bevolen geen duimbreed te wijken en wees tactische terugtrekking af, uit angst dat de Duitsers Parijs zouden bereiken. Generaal Pétain organiseerde echter een flexibele verdediging waarbij, met een Duitse aanval beperkt terrein werd prijsgegeven om daarna een krachtige tegenaanval uit te voeren. Verschillende Franse reservedivisies werden naar voren gebracht: de 43 divisie verscheen bij Braisne, het 1e Cavaleriekorps onder generaal Feraud nam posities in ten zuiden van Fismes, de 170e Divisie onder leiding van generaal Rondeau kwam Attichy versterken en de 4de Divisie geraakte bij Neuilly-Saint-Front in het gevecht. De 20e Divisie kwam Ville-en-Tardenois verdedigen.

### 29 mei
Op 29 mei bereikte het 7de Duitse Leger een lijn, ruwweg gelegen op de lijn  Villemontoire - Fère-en-Tardenois - Coulonges - Brouillet. De linkervleugel van dit leger slaagde er zelfs in te Fransen terug te drijven tot aan de rand van het bos bij Villers-Cotterêts. De bovenloop van de rivier de Ourcq en de weg van Reims naar Dormans werd bereikt. De Duitsers bestormden Juvigny en bezetten het plateau van Nouvron. Na de verovering Pasly en Cuffies kon de groep "Larisch" met de 5de Duitse Divisie onder generaal von Wedel het brandende Soissons intrekken. De Duitsers hadden nog maar net het stadje ingenomen en de Fransen lanceerden al een tegenaanval waarbij de Duitse opmars tijdelijk gestopt werd. De Fransen, die zich wel nog steeds op de heuvels rond Soissons bevonden werden daar uit hun posities verdreven. Boehns centrale korps kwam aan bij de straatweg van Fismes naar Fere-en-Tardenois en de belangrijke weg werd veiliggesteld door de 36ste Duitse Divisie onder leiding van generaal von Leipzig. De Duitsers lieten de rivier de Ardre achter zich en bereikten Romigny, de voorhoede bereikte de lijn Passy-Grigny en hielden even halt aan de Marne op 5 km van Dormans. Sinds het begin van de aanval waren er nu al 35.000 geallieerde soldaten gevangengenomen. De groepen "Winckler" en "Wichura" staken de straat van Soissons- Château-Thierry over en namen de plaatsen Orte Lartennes, Arcy, Grand Rozoy en Oulchy-le-Château in.
Tegelijkertijd kwam het 1ste Duitse Leger, in het oosten, in zware gevechten terecht en werd de groep "Wellman" naar voren gestuurd tussen Vitry-les-Reims en Cernay, desondanks konden de Duitsers geen voortgang meer maken richting Reims. De groepen "Schmettow" en "Ilse" hielden de Franse tegenaanvallen ten noorden van Reims tegen en konden zelfs de heuvelrug van Thillois innemen.

### 30 mei
Rond het middaguur beval de Franse generaal Duchêne alle beschikbare reserves (zeven infanterie- en drie cavaleriedivisies) tussen Soissons en Oulchy-le-Château te plaatsen voor de Duitse opmars tot staan te brengen. Het Duitse IV reservekorps stuitte op deze verse troepen ten zuiden van Jaulgonne. In deze gevechten stierf de commandant van de 28ste Divisie, luitenant-generaal Von Buchau. Generaal von Conta bereikte de Marne tussen Château-Thierry en Jaulgonne. De 231e Infanteriedivisie brak met de regimenten nr. 443 en 444 door de Franse posities en bereikte om 13 uur de Marne. De naar links opmarcherende 36ste Divisie dwong de Fransen ook een terugtocht tot achter de rivier en ook het Grenadier-Regiment „König Friedrich I.“ en het  128ste Danzigse Infanterieregiment konden de Fransen verdrijven tot achter de stroom.
Door de standvastige verdediging van de Fransen kon de Duitse groep "Brimont" niet verder oprukken. De geplande aanval van de  86e, de 213e en de 242e Divisie op de heuvels rond Reims verzandde bij de rivier de Vesle. Alleen de rechtervleugel (de 86ste Divisie) was in staat in contact te komen met de groep "Schmettow", met hulp van de 7de Duitse Divisie. De linkervleugel bleef ver achter, alleen de 33ste Divisie slaagde erin om de moerassige grond in de vallei van de Vesle te bereiken en over de rivier een bruggenhoofd te vestigen. De 242e Duitse Divisie geraakte in de buitenwijken van Reims in hevige gevechten verwikkeld met Franse koloniale troepen.
Sinds het begin van het offensief waren de Duitsers 30 kilometer diep in vijandelijk gebied opgerukt over een breedte van 50 km, het aantal gevangenen steeg tot 42.000, 400 kanonnen en 1000 machinegeweren werden achtergelaten door de geallieerden.

### 31 mei
Boehns linkerflank stak de Marne over over een breedte van 25 kilometer en richtte zijn artillerie op de zuidoever. Het pas uit Vlaanderen aangekomen Franse 38ste Korps onder leiding van generaal Mondesir lag hierdoor onder hevig vuur. Aan het westelijke aanvalsfront streden de groepen "Hofmann" en "François" om het plateau van Nouvron en Nampcel om de Fransen van hun laatste bruggenhoofd op de noordoever van de Aisne te verdrijven. Een door generaal Pétain gelanceerde georganiseerde tegenaanval veroorzaakte verbitterde gevechten rond deze dorpen. Toch bezetten de Duitsers na deze zware gevechten Nouvron, Tartier en Guisy en wierpen de taaie verdedigers terug naar Nampcel en Fontenoy, maar waren niet in staat Vic-sur-Aisne te bereiken.
Terwijl groep "Winckler" wou aanvallen op de Fransen, die stellingen hadden in het bos van Villers-Cotterêts, voerden de Fransen al massale tegenaanvallen uit bij Berzy-le-Sec. De aanval werd kort daarna gestopt door de Duitsers, Franse eenheden werden afgesneden en ze werden teruggedreven naar Longpont. De groepen "Wichura" en "Winckler" overschreden de lijn Bercy-Villemontoire-Parcy-Oulchy en drongen de geallieerden een verdere aftocht naar het westen na de inname van Chaudun, Vierzy, Saint-Remy en Tréville.
De linkervleugel van het 7de Duitse Leger werd op 1 juni door sterke Franse tegenaanvallen op de uitgeputte Duitse troepen onder druk gezet, ze werden echter tegengehouden en ze dreven de Fransen nog meer naar het westen. Op de noordoever van de Aisne vielen verdere Duitse aanvallen vast. Hoewel de Fransen Vic-Sur-Aisne wisten te behouden werden ze na een offensieve actie van de groepen "Hoffmann" en "François" tot de terugtocht gedwongen. De heuvels bij Tracy-le-Mont en Moulin-sous-Touvent konden de Duitsers echter niet meer in handen krijgen. Wichura's troepen rukten wel nog op: ze doorbraken het Franse verzet bij het beekje de Savières, op 2 juni waren ze ten noorden van de Ourcq en bestormden de plaatsen Chaudun en Longpont. Het gebied ten zuiden van de heuvels rond Dammard viel volledig in Duitse handen.

## Het einde van het offensief
Vanaf 3 juni bleken de Franse tegenaanvallen succesvoller te zijn dan de dagen ervoor. Het hoofd van de Franse generale staf, generaal Philippe Pétain had in het bos van Villers-Cotterêts al een nieuw korps (het 11de) zijn posities laten innemen en ten noorden ervan kwam het 30ste Korps de linies versterken. Het 20e Korps werd opnieuw uitgerust en het 1ste Korps werd gereorganiseerd. De Fransen gooiden sinds het begin van de strijd al 43 divisies in de strijd, waarvan 5 Britse en 2 Amerikaanse. Versterking van de 3de Amerikaanse Divisie, onder leiding van generaal-majoor Dickman kwam aan bij Château-Thierry en versterkte de Franse verdediging bij de Marne en de 2de Amerikaanse Divisie, met aan het hoofd generaal Bundy, was in aantocht. Voor de linkerflank van het 7de Duitse Leger bleek de situatie uitzichtloos. Men probeerde de schade te beperken door de groep "François" te plaatsen aan de noordoever van de Aisne bij Carlepont. De groep "Winckler", die zijn grootste krachten naar rechts concentreerde kon de vijand nog terug werpen tot achter de straatweg tussen Pernant en Chaudun.
De door hevige aanvallen geteisterde groep "Conta", die gekneld zat in de hoek tussen de Ourcq en de Marne werd teruggedreven naar Orxois door de beter uitgeruste Amerikaanse soldaten. Ondanks het gebruik van veel tanks rukten de Fransen slechts moeizaam op bij Pernant en Missy-aux-Bois.

### De balans
Op 6 juni brak Ludendorff het offensief in de saillant van de Marne definitief af. Nu wou hij de zuidelijke vleugel van het 18de Duitse Leger versterken voor een nieuw offensief. Generaal von Hutier bereidde het "Gneisenau-offensief" voor tussen Noyon en Montdidier, gepland over een breedte van 30 km met 3 korpsen (VIII, IX en XVII), ondersteun door de groep "Hoffmann". Het doel was het front te doorbreken bij Lassigny en richting het zuiden te avanceren om zo het front bij Compiègne op te rollen langs de achterkant. De Duitsers verloren in het Blücher-Yorckoffensief 130.000 soldaten, de Fransen 89.160, de Britten 28.703 en de Amerikanen 11.000. Generaal Duchêne werd ontslagen en werd vervangen door generaal Degoutte.
Luik · Halen · Grenzen · 1ste Marne · Antwerpen · Race naar de Zee · 1ste Ieper · Neuve-Chapelle · 2de Ieper · 2de Artesië · Heuvel 62 · 3de Artesië · Loos · Verdun · Hulluch · Mount Sorrel (Zillebeke) · Somme · Arras · Vimy · 2de Aisne (Nivelle-Offensief) · Mesen · 3de Ieper (Passendale) · Cambrai · Lenteoffensief (Michael · Blücher-Yorck · Gneisenau · Georgette — 4de Ieper · 2de Marne — Rheims-Marneschutz) · Belleaubos · Château-Thierry · Hamel · Honderddagenoffensief